# کوری جفرسون
کوری جفرسون (انگلیسی: Cory Jefferson؛ زادهٔ ۲۶ دسامبر ۱۹۹۰) بازیکن بسکتبال اهل ایالات متحده آمریکا است.
از باشگاه‌هایی که در آن بازی کرده‌است می‌توان به فینیکس سانز، مین رد کلاوز، و بروکلین نتس اشاره کرد.